# Montese
Montese là một khu tự quản (comune) ở tỉnh Modena, vùng Emilia-Romagna của Ý. Đô thị Montese có diện tích km², dân số thời điểm năm 2008 là 3380 người, diện tích là 80,8 km².